# Coupe d'Afrique de rugby à XV 2007
Navigation
Coupe d'Afrique 2006 Coupe d'Afrique 2008-2009
La Coupe d'Afrique de rugby 2007 est une compétition organisée par la Confédération africaine de rugby qui oppose les 12 meilleures nations africaines. Cette compétition répartie chacune de ces équipes en deux zones géographiques (Nord et Sud), chaque zone étant divisée en deux groupes de trois équipes chacune. Les premiers de chaque poule ainsi constituée étant qualifiés pour les demi-finales, une équipe du Nord devant rencontrer une du Sud. Les vainqueurs de ces demi-finales se rencontrant en finale pour le titre. Un match pour la troisième étant également organisé.

## Participants
| Rang RA | Rang WR | Équipe         | Participation (Pre) | Meilleur résultat            |
| ------- | ------- | -------------- | ------------------- | ---------------------------- |
| -       | 5       | Afrique du Sud | 5e (2000)           | Vainqueur (2000, 2001, 2006) |
| 1       | 23      | Namibie        | 8e (2000)           | Vainqueur (2002, 2004)       |
| 2       | 27      | Maroc          | 8e (2000)           | Vainqueur (2003, 2005)       |
| 3       | 32      | Tunisie        | 7e (2000)           | Finaliste (2002)             |
| 4       | 40      | Kenya          | 5e (2003)           |                              |
| 5       | 44      | Côte d'Ivoire  | 7e (2001)           |                              |
| 6       | 45      | Madagascar     | 6e (2002)           | Finaliste (2005)             |
| 7       | 47      | Ouganda        | 5e (2003)           |                              |
| 8       | 52      | Zimbabwe       | 8e (2000)           |                              |
| 9       | 65      | Sénégal        | 2e (2006)           |                              |
| 10      | 70      | Zambie         | 3e (2004)           |                              |
| 12      | 81      | Cameroun       | 3e (2004)           |                              |

| Poule Nord A - Cameroun - Maroc - Kenya | Poule Nord B - Côte d'Ivoire - Tunisie - Sénégal | Poule Sud A - Ouganda - Namibie - Zambie | Poule Sud B - Afrique du Sud - Amateurs - Zimbabwe - Madagascar |

## Premier tour
Dans chaque poule, les équipes se rencontrent en match unique, chacune d'entre elles devant ainsi jouer à domicile.

### Poule Nord A
| Rang | Nation   | J | V | N | D | Pm | Pe | Diff | Pts |
| ---- | -------- | - | - | - | - | -- | -- | ---- | --- |
| 1    | Kenya    | 2 | 2 | 0 | 0 | 0  | 0  | 0    | 8   |
| 2    | Maroc    | 2 | 1 | 0 | 1 | 0  | 0  | 0    | 5   |
| 3    | Cameroun | 2 | 0 | 0 | 2 | 0  | 0  | 0    | 1   |

|  | Qualifié pour la phase finale (no 1). |
|  | Pts, points; J, matchs joués; V, victoires ; N, match nuls ; D, défaites ; PP, points pour ; PC, points contre ; Diff, différence de points. |

### Détails des résultats
| 26 mai 2007 | Maroc | 20 - 6 | Cameroun | Casablanca |
| 26 mai 2007 |       |        |          | Casablanca |
| 26 mai 2007 |       |        |          | Casablanca |

| 23 juin 2007 | Kenya | 23 - 16 | Maroc | Nairobi |
| 23 juin 2007 |       |         |       | Nairobi |
| 23 juin 2007 |       |         |       | Nairobi |

| 7 juillet 2007 | Cameroun | 19 - 22 | Kenya | Yaoundé |
| 7 juillet 2007 |          |         |       | Yaoundé |
| 7 juillet 2007 |          |         |       | Yaoundé |

### Poule Nord B
| Rang | Nation        | J | V | N | D | Pm | Pe | Diff | Pts |
| ---- | ------------- | - | - | - | - | -- | -- | ---- | --- |
| 1    | Côte d'Ivoire | 2 | 2 | 0 | 0 | 0  | 0  | 0    | 8   |
| 2    | Tunisie       | 2 | 1 | 0 | 1 | 0  | 0  | 0    | 5   |
| 3    | Sénégal       | 2 | 0 | 0 | 2 | 0  | 0  | 0    | 2   |

|  | Qualifié pour la phase finale (no 1). |
|  | Pts, points; J, matchs joués; V, victoires ; N, match nuls ; D, défaites ; PP, points pour ; PC, points contre ; Diff, différence de points. |

### Détails des résultats
| 26 mai 2007 | Sénégal | 10 - 12 | Côte d'Ivoire | Dakar |
| 26 mai 2007 |         |         |               | Dakar |
| 26 mai 2007 |         |         |               | Dakar |

| 23 juin 2007 | Tunisie | 11 - 6 | Sénégal | Tunis |
| 23 juin 2007 |         |        |         | Tunis |
| 23 juin 2007 |         |        |         | Tunis |

| 7 juillet 2007 | Côte d'Ivoire | 22 - 19 | Tunisie | Abidjan |
| 7 juillet 2007 |               |         |         | Abidjan |
| 7 juillet 2007 |               |         |         | Abidjan |

### Poule Sud A
| Rang | Nation  | J | V | N | D | Pm | Pe | Diff | Pts |
| ---- | ------- | - | - | - | - | -- | -- | ---- | --- |
| 1    | Ouganda | 2 | 2 | 0 | 0 | 0  | 0  | 0    | 8   |
| 2    | Namibie | 2 | 1 | 0 | 1 | 0  | 0  | 0    | 6   |
| 3    | Zambie  | 2 | 0 | 0 | 2 | 0  | 0  | 0    | 0   |

|  | Qualifié pour la phase finale (no 1). |
|  | Pts, points; J, matchs joués; V, victoires ; N, match nuls ; D, défaites ; PP, points pour ; PC, points contre ; Diff, différence de points. |

### Détails des résultats
| 26 mai 2007 | Namibie | 83 - 10 | Zambie | Windhoek |
| 26 mai 2007 |         |         |        | Windhoek |
| 26 mai 2007 |         |         |        | Windhoek |

| 23 juin 2007 | Ouganda | 20 - 19 | Namibie | Kampala |
| 23 juin 2007 |         |         |         | Kampala |
| 23 juin 2007 |         |         |         | Kampala |

| 7 juillet 2007 | Zambie | 5 - 21 | Ouganda | Lusaka |
| 7 juillet 2007 |        |        |         | Lusaka |
| 7 juillet 2007 |        |        |         | Lusaka |

### Poule Sud B
| Rang | Nation                  | J | V | N | D | Pm | Pe | Diff | Pts |
| ---- | ----------------------- | - | - | - | - | -- | -- | ---- | --- |
| 1    | Madagascar              | 2 | 2 | 0 | 0 | 0  | 0  | 0    | 8   |
| 2    | Afrique du Sud amateurs | 2 | 1 | 0 | 1 | 0  | 0  | 0    | 5   |
| 3    | Zimbabwe                | 2 | 0 | 0 | 2 | 0  | 0  | 0    | 1   |

|  | Qualifié pour la phase finale (no 1). |
|  | Pts, points; J, matchs joués; V, victoires ; N, match nuls ; D, défaites ; PP, points pour ; PC, points contre ; Diff, différence de points. |

### Détails des résultats
| 26 mai 2007 | Afrique du Sud - Amateurs | 45 - 8 | Zimbabwe | Johannesburg |
| 26 mai 2007 |                           |        |          | Johannesburg |
| 26 mai 2007 |                           |        |          | Johannesburg |

| 23 juin 2007 | Madagascar | 21 - 0 | Afrique du Sud - Amateurs | Antananarivo |
| 23 juin 2007 |            |        |                           | Antananarivo |
| 23 juin 2007 |            |        |                           | Antananarivo |

| 7 juillet 2007 | Zimbabwe | 29 - 30 | Madagascar | Harare |
| 7 juillet 2007 |          |         |            | Harare |
| 7 juillet 2007 |          |         |            | Harare |

## Phase finale
Tous les matchs de la phase finale se disputent à Antananarivo sur l'île de Madagascar.
|  | Demi-finales                   | Demi-finales                   |                        |    | Finale                         | Finale                         |
|  | Demi-finales                   | Demi-finales                   |                        |    | Finale                         | Finale                         |
|  |                                |                                |                        |    |                                |                                |
|  | le 26 septembre à Antananarivo | le 26 septembre à Antananarivo |                        |    | le 29 septembre à Antananarivo | le 29 septembre à Antananarivo |
|  | le 26 septembre à Antananarivo | le 26 septembre à Antananarivo |                        |    | le 29 septembre à Antananarivo | le 29 septembre à Antananarivo |
|  | Ouganda                        | 24                             |                        |    | le 29 septembre à Antananarivo | le 29 septembre à Antananarivo |
|  | Ouganda                        | 24                             |                        |    | le 29 septembre à Antananarivo | le 29 septembre à Antananarivo |
|  | Kenya                          | 12                             |                        |    | le 29 septembre à Antananarivo | le 29 septembre à Antananarivo |
|  | Kenya                          | 12                             | Ouganda                | 42 |                                |                                |
|  | le 26 septembre à Antananarivo |                                | Ouganda                | 42 |                                |                                |
|  |                                | Madagascar                     | 11                     |    |                                |                                |
|  | Madagascar                     | Madagascar                     | 11                     | 32 |                                |                                |
|  | Madagascar                     |                                |                        | 32 |                                |                                |
|  | Côte d'Ivoire                  | 25                             |                        |    |                                |                                |
|  | Côte d'Ivoire                  | 25                             | Match pour la 3e place |    |                                |                                |
|  |                                |                                |                        |    |                                |                                |
|  | le 29 septembre à Antananarivo |                                |                        |    |                                |                                |
|  |                                |                                |                        |    |                                |                                |
|  | Kenya                          | 20                             |                        |    |                                |                                |
|  | Kenya                          | 20                             |                        |    |                                |                                |
|  | Côte d'Ivoire                  | 17                             |                        |    |                                |                                |
|  | Côte d'Ivoire                  | 17                             |                        |    |                                |                                |

### Finale
| 29 septembre 2007 | Ouganda | 42 – 11 | Madagascar | Antananarivo |
| 29 septembre 2007 |         |         |            | Antananarivo |
| 29 septembre 2007 |         |         |            | Antananarivo |